# Spilosoma umbrata
Spilosoma umbrata là một loài bướm đêm thuộc phân họ Arctiinae, họ Erebidae.